# Gustavo Cisneros
Gustavo Alfredo Cisneros Rendiles (Caracas, 1 de junio de 1945 - Nueva York, 29 de diciembre de 2023) fue un empresario e inversionista venezolano quien por un tiempo fue milmillonario. Fue presidente de la junta directiva del grupo empresarial Cisneros, y llegó a ser uno de los hombres más ricos no solo de Venezuela sino también de toda Iberoamérica según la revista estadounidense Forbes, con un patrimonio neto que alcanzó los 6 mil millones de dólares en 2007 (equivalente a $8.2 mil millones de dólares de 2022);  salió del ranking de los individuos con un patrimonio superior a los mil millones de dólares en 2020 como consecuencia de la larga crisis económica en Venezuela.

## Biografía

### Juventud y estudios
Nació en Caracas en 1945, como el cuarto hijo de Diego Cisneros, un empresario cubano del ramo del transporte en Venezuela, que había emigrado a dicho país desde Cuba, donde logró consolidar tras años de trabajo el negocio familiar. Gustavo asistió al Colegio San Ignacio de Loyola en Caracas (1956 - 1960), profesó el catolicismo
Esto le permitió a Diego Cisneros, enviar a su hijo Gustavo a Estados Unidos, donde estudió la secundaria en Suffield Academy en Connecticut. Luego cursó sus estudios superiores en el Babson College (Clase de 1968) en Wellesley (Massachusetts), donde estudió la licenciatura en administración de empresas graduándose con la mención honorífica de Cum Laude.
Cisneros volvió a Venezuela tras el desgaste de la salud de su padre, lo cual ocasionó que tuviese que asumir la presidencia de la Organización Cisneros en 1970, con tan solo 25 años y desde entonces, se dedicaría a la expansión nacional e internacional de la misma, logrando mejorar y transformar el negocio familiar en una corporación internacional y convirtiéndole a él y a su familia, en la segunda fortuna de América del Sur.

### Carrera

#### Antecedentes
El grupo empresarial familiar de los Cisneros, para sus inicios había dado ya sus primeras acciones de diversificación y crecimiento, logrando que el pequeño negocio primario de transporte en Venezuela, pasase a convertirse en una compañía nacional líder en el ramo.
A ello se le sumó el progresivo crecimiento económico de la empresa, avalado por otros proyectos rentables, entre ellos la concesión para embotellar y distribuir Pepsi Cola en Venezuela, obtenida en 1939, donde logró imponerse ante la principal competidora en el sector, Coca Cola, consiguiendo que Venezuela pasase a ser el único país del mundo donde más del 70% de toda la población se inclinaba por la Pepsi Cola como producto desde inicio de la década de 1940 hasta inicios de 1985.
Además, también obtuvieron la concesión para realizar la comercialización de dicho producto en Brasil, un mercado de más de 165 millones de personas, convirtiéndose en la mayor embotelladora de Pepsi Cola Internacional.
Igualmente, la década de 1940 había representado más adquisiciones empresariales para Diego Cisneros, con la Fundación Liquid Carbonic (compañía destinada a la producción de gases licuados y productos afines) y la representación de los automóviles Studebaker en Venezuela.
También para la década de 1950, comenzando con la fundación de Helados Tío Rico y luego en 1952 se llevó a cabo un proceso de reorganización interna, con miras a integrar de forma plena y sistematizada todas las operaciones empresariales de la Organización Cisneros.
Igualmente, luego del drástico cambio político que representó la caída del general Marcos Pérez Jiménez en 1958, muchas empresas sufrieron severos reveses, entre ellas estaba una de las inversiones de Televisa en Venezuela, Televisión Venezolana Independiente S.A, (Televisa) (sin ninguna relación con el actual Grupo Televisa de México), que tras sucumbir a la quiebra, fue comprada por Diego Cisneros en 1960, con la ayuda gubernamental del entonces presidente Rómulo Betancourt, inaugurándose el canal Venevisión el 27 de febrero de 1961, para luego iniciar transmisiones ininterrumpidas el 1 de marzo de ese mismo año.
En pocos años, gracias a convenios con cadenas multinacionales como la estadounidense ABC, Venevisión se convirtió en una de las televisoras más grandes e importantes de Venezuela y de Iberoamérica, experta en telenovelas y en programas de televisión como Súper Sábado Sensacional, que se convertiría en uno de los más reconocidos y exitosos.
El deterioro de la salud de Diego Cisneros lo forzó a abandonar la directiva de la Organización Cisneros, que ya para el momento, con sus operaciones económicas, se había convertido en una de las empresas más importantes del país.

#### Empresario

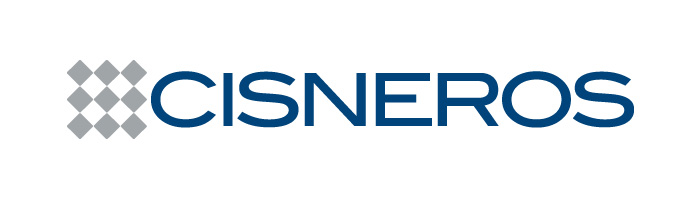
Logotipo actual de la Organización Cisneros

Tras culminar sus estudios de Administración en 1968, Gustavo Cisneros regresó a Venezuela, con la misión de asumir la presidencia de Cisneros. En 1970, Gustavo Cisneros, asumió los cargos de Presidente de la Junta Directiva y Director de la Organización Cisneros, mientras que su hermano, Ricardo J. Cisneros fue designado como Director de Operaciones del grupo empresarial.
El conglomerado de empresas para entonces disponía de una situación óptima dentro de la economía nacional, pero la aspiración de Cisneros era la de materializar la internacionalización del grupo empresarial. Con miras a lograr este objetivo se planteó la fundación y progresiva adquisición de todo tipo de empresas y la obtención de numerosas concesiones, para así diversificar a la Organización.
En 1970 se funda la empresa Gaveplast, dedicada a fabricar gaveras para transportar botellas de Pepsi Cola y de terceros. Luego en 1974, O' Caña Distributors, una compañía dedicada a la distribución de licores importados, inicia operaciones en Venezuela, fundada por la Organización y el mismo año, también se encarga de establecer Radiovisión, una red nacional de radio con operaciones y señal en toda Venezuela. A esto se suma, en 1975, la adquisición por parte de Gustavo Cisneros de la cadena de Supermercados CADA, que se convierte en la de mayor extensión y presencia en Venezuela, hasta su venta en 1995 y expropiación en 2010.
Otras acciones realizadas por Gustavo Cisneros fueron la obtención de la representación de la Corporación NCR, a través de la empresa Sistemas Summa. Luego en 1976, Cisneros funda Pharsana de Venezuela para comercializar y distribuir los productos de cuidado para bebé marca Chicco a través de Laboratorios Fisa y Distribuidora Kapina S.A, compañías que pasan a liderar el ramo de productos de cuidado personal en Venezuela.
Cisneros diversificó las actividades de la empresa, adquiriendo otras, obteniendo inversiones sobre varias compañías en diferentes ramos y formando numerosas filiales, dando así forma a la actual estructura de la Cisneros, compañía que se convierte en una de las entidades privadas de medios de comunicación, medios digitales, entretenimiento, telecomunicaciones y productos de consumo con mayor presencia en Iberoamérica, Estados Unidos, y algunos países de Asia y Europa. El giro dado hizo que Cisneros pasara a poseer inversiones en compañías que incluían desde transmisión y producción de televisión y telecomunicaciones hasta desarrollos turísticos y de bebidas se diversificó, al incursionar en una gran variedad de industrias, pero el entretenimiento constituyó siempre la parte fundamental de sus operaciones.
Ya para la década de los 1980, el proceso de diversificación de operaciones hicieron posible que la Organización Cisneros, pudiese aspirar a iniciar el proceso de internacionalización. Bajo este proceso, Cisneros afianza aún más sus operaciones en Venezuela y presiona para obtener más concesiones de otras empresas. 
Así, en Cagua, Venezuela, abre el centro de distribución Antonio José Cisneros Rendiles, Altran, el depósito y centro de distribución de productos de consumo más grande de Iberoamérica. Se constituye el Grupo de Empresas Rodven para la fabricación de discos y casetes de audio y video, al mismo tiempo que obtiene los derechos exclusivos para operar la cadena Burger King en Venezuela. 
Luego en 1981, Cisneros obtiene los derechos sobre el certamen de belleza, Miss Venezuela, para Venevisión. La política de diversificación y obtención de concesiones da sus frutos en el mismo año, consigue All American Bottling, una de las más grandes empresas embotelladoras de refrescos de Estados Unidos, a la par que consigue la reorganización de Proyectos Pet, C.A., que pasa a ser la embotelladora y distribuidora de los productos Hit y Pepsi-Cola, consiguiendo además otra concesión, esta vez para la distribución y comercialización de las marcas French's,  Spalding Evenflo y Cherry Blossom.
En 1982, el Commerce Union Bank, se une a la Organización Cisneros, al mismo tiempo que Cisneros funda Televisión Latina, compañía que inicia la distribución de las producciones de Venevisión en el mercado hispano de Estados Unidos. La internacionalización había comenzado, Cisneros presidía ahora el conglomerado empresarial más notorio de Venezuela y que pasaba a operar en otros países iberoamericanos y en Estados Unidos.
A lo largo de la década Cisneros logrará aún más éxitos en el ámbito empresarial, obteniendo la concesión para la distribución exclusiva en Venezuela de los productos de la U.S. Digital Equipment Corporation, pasa a ser el representante de la Sears Roebuck and Company, en Venezuela, cambiándole el nombre a Maxy´s, que se convierte en la mayor cadena de tiendas de Venezuela, consigue la concesión para operar Pizza Hut en el país, abre Saeca Travel, la principal agencia de viajes a nivel nacional, en 1984 adquiere Galerías Preciados en España por 750 millones de pesetas  y obtiene la representación exclusiva de los productos Apple en Venezuela, se suman a Evenflo y Spalding,  adquiere Cinematik, una compañía de producción de películas, Yukery Venezolana de Alimentos, corporación líder en el ramo alimentario e integra a su cartera de marcas, las aguas Minalba y San Bernardo.
Igualmente, abre Paternoster Square de Londres, un desarrollo de oficinas y venta al detal a gran escala, administrado conjuntamente con Park Tower Realty, Greycoat y Mitsubishi Estates. También, en 1988, adquiere Videomovil Color, C.A., una compañía productora de video y crea una división de «Desarrollo Minero» para empezar a trabajar la planta de fundición de aluminio primario de Venezuela, denominada Aluyana, C.A.
En ese mismo año, Cisneros ayuda a fundar a Televen junto con Omar Camero, Guillermo "Fantástico" González y Alberto Federico Ravell; pero debido a la reforma de una ley, que prohibía que una sola persona tuviera más de un canal de televisión o radio, venden sus acciones junto al futuro dueño de Globovisión -Ravell- y Guillermo González a Camero.
Luego en 1989, se lanza Venevisión International para distribuir producciones de la Organización Cisneros y de terceros en los mercados internacionales y en el mercado hispano de Estados Unidos.
Con la llegada de la década de los 90, ya había logrado materializar el inicio de la internacionalización de sus operaciones empresariales, pero ahora la consolidación en esos mercados donde ya participaban era lo crucial. 
Continuó adquiriendo concesiones y empresas a lo largo de la década, tales como Chilevisión (la cual mantuvo hasta su venta en 2005), Cervecería Regional, Univision Communications (actualmente TelevisaUnivision), Pueblo Xtra International, Caribbean Communications Network Ltd, Imagen Satelital, Caracol Televisión y MuchMusic Argentina, todas empresas adquiridas por la Organización Cisneros, a la par que una serie de nuevos proyectos y negocios lanzados por la misma como AOL Latin America (Proyecto en Conjunto con AOL), la formación de Ibero-American Radio Chile, el lanzamiento junto con Hughes Electronics Corporation de Galaxy Latin America, la cual se convierte posteriormente en DIRECTV Latin America, la constitución de Cisneros Television Group Ibero-American Media Partner, y Claxson Interactive Group sociedades destinadas a incrementar la inversión y la participación de la Organización Cisneros, a nivel nacional e internacional, enfocándose en los mercados de España, Portugal y Iberoamérica.
Igualmente, Cisneros lanza a Americatel, un servicio de interconexión de comunicaciones digitales en Venezuela, el cual utiliza tecnología desarrollada por Motorola, además obtiene dos concesiones, una para Sistema Teracom C.A., que le permite convertirse en el distribuidor exclusivo de Fujitsu y Stratus Computer en Venezuela; y la segunda la autorización para operar exclusivamente Blockbuster en varios países de Iberoamérica. También lanza el canal Cl@se, un medio con fines educativos y funda la Business Services Provider de Venezuela C.A.
Finalmente otra maniobra fue la ruptura que Gustavo Cisneros gestó con Pepsi-Cola, debido a la negativa de esta de otorgar condiciones más favorables a la Organización Cisneros, y su alianza con Coca Cola, creando así Hit de Venezuela, lo que, revirtió la privilegiada posición de Pepsi en el mercado venezolano y provocó que Coca Cola pase a poseer el 16% de todo el mercado de refrescos de Venezuela, a lo cual le sigue una alianza entre esta nueva sociedad y la principal embotelladora de Estados Unidos, la Panamerican Beverages Inc. (Panamco). Pepsi Venezuela a los años pasaría a manos de Empresas Polar.
Actualmente diversas de las marcas de los productos mencionados ya no están en manos de la organización, enfocándose más en la actualidad en inversiones relacionados con medios de comunicación y entretenimiento. Las empresas que forman hoy en día Cisneros operan en aproximadamente 50 países entre América, Asia y Europa; 3200 personas en los Estados Unidos trabajan para el conglomerado.
Para el comienzo del nuevo milenio, Gustavo Cisneros se había posicionado como el venezolano más acaudalado e influyente, con una fortuna de más de US$ 4 billones, según la revista Forbes, y sosteniendo una notoria influencia política y económica. Se había ubicado generalmente en el primer puesto de los hombres más ricos en Venezuela, hasta 2017.
Fue catalogado en 2010, por el New York Times, junto con su esposa Patricia Phelps, como la pareja más influyente de Iberoamérica. Cisneros además asistió a la reunión de 2010 del Grupo Bilderberg.
En agosto de 2013, Gustavo Cisneros nombró a su hija Adriana Cisneros como nueva CEO y Vice Chairman de Cisneros, lo que constituye la tercera generación Cisneros que toma el timón del conglomerado global de medios y un modelo de transición de una empresa familiar de Iberoamérica. Gustavo Cisneros continúa en su cargo de Chairman y trabaja con su hija en las estrategias de negocios.
En octubre de 2015, Gustavo Cisneros presentó su libro “Los Cisneros: Rostros y rastros de una familia. 1570-2015” en la Real Academia de la Historia en Madrid, España. La obra, escrita por José Ángel Rodríguez, hace un repaso del linaje familiar iberoamericano, destacando la contribución de la familia Cisneros durante más de 400 años a la educación, la cultura y las artes en el espacio y el tiempo.
En febrero de 2016, Gustavo Cisneros y Adriana Cisneros presentaron la primera fase de Tropicalia, una iniciativa de Cisneros Real Estate desarrollada en República Dominicana. El Presidente de la República, Danilo Medina; el ministro de Turismo, Francisco Javier García; el ministro de Obras Públicas, Gonzalo Castillo y Ricardo Suárez, representante de Four Seasons fueron los encargados de dar inicio al primer desarrollo turístico inmobiliario de lujo sostenible.
Cisneros posee una fortuna calculada por la Revista Forbes en unos 1100 millones de dólares estadounidenses en 2018, a pesar de empezar decaído desde 2014. Estos son provenientes de sus numerosas empresas de telecomunicaciones y afines, siendo las más importantes Cisneros Media, Cisneros Interactive, Cisneros Real Estate, Productos de Consumo y Servicios como Laboratorios FISA, Saeca y Americatel, todas agrupadas bajo la misma empresa Cisneros.

### Relación política, fortuna y actividades filantrópicas
Gustavo Cisneros, ha sido una figura protagónica en lo que a Venezuela concierne. Aliado y conocido de numerosos presidentes de ese país, entre los que destacan Rafael Caldera, Carlos Andrés Pérez y Hugo Chávez, entre otros. Asimismo, ha estado relacionado con numerosas personalidades internacionales de la política, la economía y la diplomacia, tales como Felipe González, Presidente del gobierno de España por más de una década, el presidente cubano Fidel Castro, el rey Juan Carlos I de España, el multimillonario David Rockefeller, George H.W. Bush, Henry Kissinger, entre muchos otros.
Gustavo Cisneros era también una figura relevante en lo que respecta a las relaciones de Venezuela y Estados Unidos, cuyos dirigentes han recurrido al empresario en múltiples ocasiones para tratar asuntos referentes al país caribeño.
Cisneros era además un miembro activo de la Comisión de Comunicación e Informática de las Naciones Unidas, siendo designado en 2001 para dicho puesto por el entonces secretario general de la ONU y Premio Nobel de la Paz, Kofi Annan. 
Pertenecía al directorio de la Sociedad Americana de Arte de Estados Unidos, uno de los animadores de Global Business Dialogue, una entidad privada dedicada al análisis e impulso de todo tipo de negocios globalizados, y era Consejero Internacional de la Sociedad de Las Américas, organización sin fines de lucro que busca informar al público y las autoridades estadounidenses, acerca de la realidad iberoamericana.
Cisneros era directivo activo en varias universidades y museos entre los que destacan la Universidad Rockefeller de Nueva York, la Academia de Artes y Ciencias de Televisión de Estados Unidos (NATAS), el Museo de Arte Moderno (MOMA) de Nueva York y el Instituto Español Reina Sofía de Madrid. Asimismo, era miembro del Consejo Asesor Internacional del Presidente de la Sociedad de las Américas, la Junta de Supervisores del Centro Internacional para el Crecimiento Económico y el Consejo Asesor Internacional del Brookings Institution.
Desde el inicio de la administración del presidente Hugo Chávez, Cisneros se opuso públicamente a la misma, al igual que lo hizo contra el gobierno de Fidel Castro en Cuba.
En 2002, Venevisión decidió no trasmitir las manifestaciones públicas a favor de Chávez, especialmente durante la intentona golpista 2002 y durante el Paro petrolero de 2002-2003 transmitió, junto con los otros canales privados, información de los actos de la oposición suprimiendo la programación regular y sin emitir publicidad. Por ello, Chávez calificó a Venevisión como uno de los denominados Cuatro jinetes del apocalipsis —junto a las otras cadenas privadas de televisión (Televen, RCTV y Globovisión).
Así lo confirmó el mismo presidente Chávez en un programa Aló Presidente cuando dijo "no hubo pacto de honor con nadie, mi único pacto de honor es con el pueblo mismo".[cita requerida] Cisneros, a diferencia de Chávez, ha sido defensor de las políticas de corte neoliberal que implantó Carlos Andrés Pérez en su segunda presidencia. Cisneros también fue defensor del Área de Libre Comercio de las Américas (ALCA), tratado comercial de América.[cita requerida]
A raíz de la no renovación de la licencia de concesión de RCTV surgieron cuestionamientos respecto a la obtención de la concesión de Venevisión en mayo de 2007. Con el objeto de aclarar crecientes especulaciones, en un programa transmitido por Venevisión el 12 de julio de 2007, Cisneros abogó por el equilibrio informativo y manifestó que los canales de televisión no pueden ser protagonistas del conflicto político venezolano. Asimismo, en dicho programa, Cisneros explicó que Venevisión cumplió con todos los requerimientos de la ley para renovar su licencia de transmisión. La misma fue renovada por un período de cinco años y no de veinticinco como originalmente se solicitó, razón por la que Venevisión decidió apelar dicha decisión.

#### Evolución patrimonial según Forbes
| Año  | Fortuna           | Posición global | Año  | Fortuna                 | Posición global |
| ---- | ----------------- | --------------- | ---- | ----------------------- | --------------- |
| 1996 | $1.1 mil millones | #382            | 2010 | $4.2 mil millones       | #201            |
| 1997 | $1.5 mil millones | #194            | 2011 | $4.2 mil millones       | #254            |
| 1998 | $2.1 mil millones | #165            | 2012 | $4.2 mil millones       | #255            |
| 1999 | $2.0 mil millones | #195            | 2013 | $4.4 mil millones       | #286            |
| 2000 | $3.5 mil millones | #139            | 2014 | $4.0 mil millones       | #375            |
| 2001 | $5.3 mil millones | #64             | 2015 | $3.6 mil millones       | #481            |
| 2002 | $5.0 mil millones | #55             | 2016 | $2.0 mil millones       | #421            |
| 2003 | $4.0 mil millones | #78             | 2017 | $1.4 mil millones       | #1468           |
| 2004 | $4.6 mil millones | #94             | 2018 | $1.1 mil millones       | #1999           |
| 2005 | $5.0 mil millones | #94             | 2019 | $1.1 mil millones       | #1941           |
| 2006 | $5.0 mil millones | #114            | 2020 | inferior a mil millones | N/A             |
| 2007 | $6.0 mil millones | #119            | 2021 | inferior a mil millones | N/A             |
| 2008 | $4.6 mil millones | #222            | 2022 | inferior a mil millones | N/A             |
| 2009 | $3.8 mil millones | #149            | 2023 | inferior a mil millones | N/A             |

## Vida privada
Cisneros es hermano del también empresario Ricardo Cisneros, quien fue propietario del equipo de béisbol Leones del Caracas, así como de Carlos Cisneros, quien falleció en un accidente. El nombre de su hermano mayor, o el primogénito, es Diego Alberto, que actualmente vive en Dallas, TX, con dos hijos también llamados Diego. 
También es primo de Oswaldo Cisneros, actual presidente y fundador de Digitel, la tercera compañía de telecomunicaciones más grande de Venezuela. 
Gustavo Cisneros estaba casado con la heredera de otra de las grandes familias de Venezuela, Patricia Phelps, descendiente de los empresarios William H. Phelps Sr. fundador del Grupo Empresarial 1BC, y abuelo de Patricia Phelps y William H. Phelps Jr. hijo del anterior y fundador de RCTV.

## Reconocimientos
Cisneros posee además las nacionalidades española y dominicana. Igualmente ha recibido numerosas condecoraciones y reconocimientos, tales como la Orden del Libertador, en su clase Gran Cordón, el más alto reconocimiento al que un civil puede aspirar en Venezuela, la Orden Andrés Bello en Primera Clase y la Orden Francisco de Miranda en su Segunda Clase. También ha recibido el título de caballero de la Orden de Isabel la Católica, en España, y es caballero de la Orden de Malta, entre muchas otras distinciones.

### Honores
- 2001: International Emmy Directorate Award
- 2004: Smithsonian Institution, Woodrow Wilson Center, Woodrow Wilson Award for Public Service
- 2005: MIPCOM, Personalidad del año[36][37][38]
- Advertising Educational Foundation, Premio a toda una vida
- 2015: NATPE Brandon Tartikoff Legacy Award[39] Lo recibió, con su hija, Adriana Cisneros[40][41]
- 2019: Doctorado Honorario en Leyes por Babson College

## Fallecimiento
El 29 de diciembre de 2023, el empresario venezolano Gustavo Cisneros, conocido por su destacada influencia en el mundo del entretenimiento y medios de comunicación, falleció a la edad de 78 años. El deceso tuvo lugar en la ciudad de Nueva York, Estados Unidos. Cisneros, reconocido por ser propietario del canal Venevisión y la organización Miss Venezuela, había consolidado su posición como una figura prominente en la industria del entretenimiento iberoamericano y del mercado hispano en Estados Unidos. El diario español El País informó que la causa de su muerte fue una neumonía, complicación surgida tras una operación de columna vertebral. La noticia fue confirmada por Cisneros Media, empresa de la cual Cisneros era dueño, a través de un comunicado en redes sociales. En este, expresaron un profundo pesar por el fallecimiento de Gustavo Cisneros Rendiles, describiéndolo como un "líder visionario cuya influencia trascendió el ámbito empresarial", destacado por su visión estratégica y compromiso con la innovación.
El legado de Cisneros en la televisión iberoamericana fue particularmente remarcado en el comunicado. Se le reconoció por crear un legado sustentable y por liderar la expansión internacional de los negocios familiares, desempeñando un papel importante en la industria del entretenimiento de Iberoamérica y el mercado hispano de los Estados Unidos.El comunicado también enfatizó las virtudes personales de Cisneros, que lo convirtieron en uno de los empresarios más exitosos de Sudamérica.Gustavo Cisneros y su esposa, Patricia Phelps de Cisneros, fueron reconocidos en las redes sociales, numerosas reacciones reflejaron el impacto de su fallecimiento. Los mensajes expresaron condolencias y reconocimiento a su legado, destacando su humildad y trato cordial hacia todos, independientemente de su posición o estatus.

### Condecoraciones
- 1979: Orden Isabel la Católica, Grado Encomienda (1 collar, 1 medallita, 1 botón) – España
- 1999-01-22: Orden Nacional al Mérito, en el Grado de Oficial (3 medallas) – Ecuador
- 1980: Caballero de la Soberana Orden de Malta, Gracia Magistral (6 medallas, 2 botones, 1 prendedor, 2 cajitas rojas vacías, 2 cajitas azules vacías) – Italia
- 1982-11-23: Orden Mérito al Trabajo, Primera Clase (1 medalla. 1 botón) – Venezuela
- 1983: Orden Francisco de Miranda, Primera Clase (1 medalla, 1 botón) – Venezuela
- 1983: Orden Francisco de Miranda, Segunda Clase (1 medalla, 1 botón) – Venezuela
- 1984-01-12: Orden Andrés Bello, Banda de Honor (1 medalla, 1 botón) – Venezuela
- 1984-05-16: Orden Isabel la Católica, Grado Encomienda de Número (1 collar, 1 placa, 4 medallitas, 2 botones) – España
- 1984-06-12: Orden del Libertador, Gran Oficial, Segunda Clase (1 medalla, 1 botón – Venezuela
- 1990-12: Orden del Libertador, Gran Cordón (2 medallas, 1 botón) – Venezuela
- 2004-10-30: Orden del Congreso de Colombia en el Grado de Oficial – Colombia
- 2004-10-30: Orden de la Democracia Simón Bolívar en el Grado de Gran Cruz – Colombia
- Orden Diego de Losada, Primera Clase (1 collar, 1 prendedor, 2 botones) – Venezuela
- Orden al Mérito del Ministerio Público, Primera Clase (1 collar, 1 medallita, 2 botones) – Venezuela
- Llave de la ciudad de Cartagena de Indias – Colombia
- Cultura Campesina Colombia ACPO (1 collar) – Colombia